# Danton Barto
Danton L. Barto (31 de marzo de 1971 - 22 de agosto de 2021) fue un jugador y entrenador de fútbol americano profesional estadounidense. Jugó como linebacker empezando en fútbol americano universitario para los Memphis State Tigers y profesionalmente para los Memphis Mad Dogs de la Canadian Football League (CFL) y los Connecticut Coyotes de la Arena Football League (AFL). También fue entrenador en jefe de Las Vegas Gladiators y Kansas City Command de la AFL.

## Primeros años de vida
Nació en Muncy, Pensilvania. Más tarde se mudó a Niceville, Florida, y asistió a la escuela secundaria de Niceville. En 2023, su camiseta No. 55 fue retirada por Niceville High. Fue el primer número retirado por la escuela.

## Carrera

### Universitaria
Jugó fútbol americano universitario en la Universidad Estatal de Memphis (ahora Universidad de Memphis) de 1990 a 1993. Los Tigers lo pusieron en reserva en 1989.
Registró cuatro intercepciones en 1992, lo que le valió el reconocimiento de miembro del primer equipo de la All-Independent Football Alliance (IFA) y de Jugador Defensivo del Año de la IFA. Barto totalizó 144 tackles en 1993, obteniendo el reconocimiento del primer equipo All-IFA por segunda temporada consecutiva.
Fue incluido en el Salón de la Fama del M-Club de la Universidad de Memphis en 2007. A partir de 2022, sigue siendo el líder de todos los tiempos del equipo tanto en tackles individuales con 273 como en tackles totales con 473. Se inició una petición en Change.org para solicitar que Memphis retire el número de camiseta de Barto. Después de pasar por un proceso formal, la camiseta número 59 de Barto fue retirada por la escuela en noviembre de 2022. Al 23 de septiembre de 2022, la petición había obtenido 2.319 firmas.

### Profesional
Después de no ser seleccionado en el draft de la NFL de 1994, Barto firmó con los Shreveport Pirates de la Canadian Football League (CFL), pero no jugó en ningún partido para el equipo durante la temporada de 1994.
Jugó para los Memphis Mad Dogs de la CFL en 1995, totalizando 27 tackles defensivos, 10 tackles en equipos especiales, una captura, una ruptura de pase y dos recuperaciones de balón suelto, uno de los cuales fue devuelto para touchdown.
Fue seleccionado por los Hamilton Tiger-Cats de la CFL en el draft de dispersión de 1996 a principios de marzo de 1996. Posteriormente, el equipo lo dejó en libertad a principios de junio sin aparecer en ningún partido.
Firmó con los Connecticut Coyotes de la Arena Football League (AFL) a finales de marzo de 1996. Jugó en dos partidos para los Coyotes durante la temporada de 1996 como fullback/linebacker, registrando un tackle en solitario y un tackle asistido.

### Entrenador
Fue el coordinador defensivo de los Memphis Xplorers de la af2 durante su temporada inaugural en 2001. Luego se desempeñó como entrenador en jefe del equipo de 2002 a 2006. En 2005, fue nombrado Entrenador del Año de la af2 y ganó la ArenaCup VI. Los Xplorers se disolvieron después de la temporada 2006.
Fue el entrenador en jefe de los Las Vegas Gladiators de la AFL en 2007. Después de comenzar la temporada con un récord de 2-10, se informó que lo dejarían ir después de la temporada. Barto y los Gladiadores terminaron el año con un récord de 2-14.
Fue el entrenador en jefe de los Manchester Wolves de la af2 de 2008 a 2009. Los Wolves tuvieron un récord de 9-7 en la temporada regular de 2008 y perdieron el partido por el campeonato de la Conferencia Americana ante los Tennessee Valley Vipers.
Fue el entrenador en jefe de los Arkansas Diamonds de la Indoor Football League (IFL) en 2010, llevando al equipo a un récord de temporada regular de 11-3 y una derrota en el juego de campeonato de la conferencia ante los Billings Outlaws.
Fue el entrenador en jefe del Kansas City Command de la AFL de 2011 a 2012, compilando un récord general de 9-27.
Fue el entrenador en jefe de los Lehigh Valley Steelhawks de la National Arena League (NAL) en 2018. El equipo tuvo un récord de 0-15 y se disolvió después de la temporada.

### Cazatalentos
Fue cazatalentos de los St. Louis/Los Angeles Rams de 2013 a 2017. En 2022, se entregaron los primeros premios BART, que llevan el nombre de Barto, a los mejores cazatalentos de la NFL.

## Vida personal
El hijo de Barto, Will, también fue miembro del equipo de fútbol Memphis Tigers.
El 22 de agosto de 2021, murió debido a complicaciones de COVID-19. Tenía 50 años.